# واجهة الطرفيات المتسلسلة

مثال بسيط لواجهة الطرفيات المتسلسلة: سيد واحد يتصل بتابع واحد.

واجهة الطرفيات المتسلسلة (بالإنجليزية: Serial Peripheral Interface) هي معيار واجهة اتصال متسلسل متزامن للمسافات القصيرة، تستخدم عادة في النظم المضمنة. طورتها شركة موتورولا في منتصف عقد 1980 وأصبحت معيارًا بحكم الأمر الواقع. من التطبيقات النمطية لها بطاقات سيكيور ديجيتال وعارضات الكريستال السائل.
الأجهزة التي تستخدم واجهة الطرفيات المتسلسلة تمكن من إرسال واستقبال البيانات في نفس الوقت (ازدواج مكتمل) بمعمارية السيد والتابع. ويبدأ الجهاز السيد بوضع إطار البيانات للقراءة والكتابة. يمكن لواجهة الطرفيات المتسلسلة دعم عدد من الأجهزة في وضعية التابع باستخدام خط يسمى اختيار التابع Slave Select، ويسمى أحيانًا اختيار الرقاقة.
تُسمى واجهة الطرفيات المتسلسلة أحيانًا بالناقل ذي الأربعة أسلاك، بالمقارنة مع ثلاثة أو اثنين أو سلك واحد. وتعد واجهة الطرفيات المتسلسلة واجهة متزامنة، لكنها تختلف عن برتوكول الواجهة المتسلسلة المتزامنة، الذي يوصف أيضًا بأنه بروتوكول اتصالات متسلسلة ذو أربعة أسلاك. إلا أن بروتوكول الواجهة المتسلسلة المتزامنة يستخدم الإشارات التفاضلية ويقدم قناة اتصال واحدة في اتجاه واحد. بينما تُقدم واجهة الطرفيات المتسلسلة إمكانية الاتصال بين سيد واحد وعدد من الأجهزة التابعة.

## الواجهة
يتضمن ناقل واجهة الطرفيات المتسلسلة أربع إشارات:
- ساعة متسلسلة SCLK (خرج من السيد)
- خرج السيد دخل التابع Master Output Slave Input (خرج بيانات من السيد)
- دخل السيد خرج التابع Master Input Slave Output (خرج بيانات من التابع)
- اختيار التابع Slave Select (عادة نشط في المستوى المنخفض، خرج من السيد)

الأسماء السابقة هي الأكثر شهرة، لكن في الماضي استخدمت أسماء بديلة في بعض الأحيان، وبهذا قد تختلف أسماء مسامير منفذ واجهة الطرفيات المتسلسلة في بعض الدارات المتكاملة القديمة عن الأسماء المشار إليها بالأعلى.

## العمل
تعمل واجهة الطرفيات المتسلسلة على نقل البيانات بين سيد واحد وتابع واحد أو أكثر من تابع. في حالة التابع الواحد، ستوضع إشارة اختيار التابع على المستوى المنخفض، بعض الأجهزة التابعة قد تتطلب حافة نازلة falling edge لبدء عمل ما، ومثال لذلك المحول التناظري الرقمي MAX1242 من شركة ماكسيم، الذي يبدأ التحويل عند الانتقال من مستوى عال لمستوى منخفض. وفي حالة وجود أكثر من تابع فسيتطلب الأمر مسمارًا pin منفصلًا من السيد يخصص لاختيار كل تابع.
معظم مخارج التوابع تستخدم المنطق ثلاثي الحالات، وبهذا تتحول إشارة الخرج MISO إلى معاوقة عالية في حالة عدم اختيار هذا التابع، وهو ما يعني فصل الجهاز التابع. الأجهزة التي لا تتضمن مخارج ثلاثية الحالات لا يمكن إشراكها على ناقل عليه أجهزة ذات مخارج ثلاثية الحالات من دون استخدام طرف خارجي وسيط يطبق المنطق ثلاثي الحالات.

## التطبيقات
نظرًا لما تقدمه واجهة الطرفيات المتسلسلة من توفير في المساحة مقارنة بالواجهات المتوازية، فإنها أصبحت واسعة الاستخدام في النظم المضمنة. وهذا هو الحال مع معظم منتجات النظام على رقاقة، على كل من معالجات 32 بت عالية القدرة بمعماريات باور بي سي، وأرم، وميبس؛ بالإضافة إلى المتحكمات الدقيقة من معماريات أيه في آر، وبيك، وإم إس بي 430. هذه الرقاقات تتضمن متحكمًا بواجهة الطرفيات المتسلسلة قادرًا على العمل في وضعية السيد أو التابع.
يمكن برمجة متحكمات AVR في النظام باستخدام واجهة الطرفيات المتسلسلة.

## مصطلحات متعلقة

### مايكرو واير
مايكرو واير Microwire أو μWire هو معيار سابق للواجهة الطرفية المتسلسلة ويعد نوعًا فرعيًّا منها، وهو علامة تجارية لشركة ناشيونال سيميكونداكتور. يمثل مايكرو واير اتصالًا بنصف ازدواج Half-duplex.

### مايكرو واير بلس
مايكرو واير بلس Microwire plus هو تحسين للمعيار السابق، مايكرو واير، ويدعم الاتصال بازدواج كامل، ويمكن أن يطبق الأوضاع 0 و1 من واجهة الطرفيات المتسلسلة.

## استشهادات
1. ↑  "What is Serial Synchronous Interface (SSI)?". مؤرشف من الأصل في 2020-04-03. اطلع عليه بتاريخ 2015-01-28.
2. ↑  "AVR910 - In-system programming" (PDF). مؤرشف من الأصل (PDF) في 2011-03-02.
3. ↑  MICROWIRE/PLUS Serial Interface for COP800 Family National Semiconductor Application Note AN-579 نسخة محفوظة 2016-04-12 على موقع واي باك مشين.